# 爱越边界
《爱越边界》（romanized: Sanaeha Karm Sen）是一部2016年的泰国电视剧。由普塔内·宏玛诺博、沃恩吉莱·勒姆威拉伊、琪拉蒂·马哈乐沙空、查亚鹏·普帕特、楠迪·宗拉维蒙等人主演，并于2016年7月13日至9月1日，每周三至周四晚上八时三十分（UTC+7）在泰国电视台One 31播出。此剧于2015年11月5日举行开机仪式，播出后在网络获得了很好的反响。由于普塔内·宏玛诺博及查亚鹏·普帕特的角色人设并不讨喜，他们因此被部分网友责骂。

## 剧情简介
如果你选择越过这条界限，你将会无法阻止它给你带来的后果......
肯（普塔内·宏玛诺博 饰）是一名才华横溢，长相英俊、情感专一的泰国最知名的广告公司“The Onyx Plus”的总经理。他始终如一的爱着他的妻子普洛伊（沃恩吉莱·勒姆威拉伊 饰）。然而，一个迷人的女人妮查（琪拉蒂·马哈乐沙空 饰）成为他的同事后，与肯不小心与发生了关系，还怀上了孩子。夫妻之间的感情发生了变化。
Win（查亚鹏·普帕特 饰）是一个轻浮的好色之徒，女友Kwan是《Catch Cheating》的节目主持人。她是一个聪明自信的女人，是全国妻子的偶像。Kwan多次发现Win撒谎，但最终还是受不了Win的甜言蜜语。后来Win向Kwan求婚，并承诺将改过自新。Kwan很高兴，但她也下达了最后通牒，如果Win仍然执迷不悟，她永远不会嫁给他。此时，Toei Hom（培查雅·朝哇里 饰），Win前女友之一成为了广告公司的秘书，并暗地里策划报复他。
布莎亚（楠迪·宗拉维蒙 饰），是Arthit的妻子。看似幸福美满的家庭，但是因为Arthit一直在努力工作甚少关注她，而导致她在遇到了Wythe，一位年轻的培训师后越过了婚姻的界线。当布萨亚和Wythe试图寻找事情的解决办法时， Arthit开始怀疑布莎亚可能在暗中欺骗他，并试图追查通奸者。
每对情侣的故事将如何收场？一段深情越过底线的感情，能否重回昔日的辉煌？

## 演员阵容

### 主要演员
- 普塔内·宏玛诺博 饰演 肯（Ken Thanat Sarawong）

- 沃恩吉莱·勒姆威拉伊 饰演 普洛伊（Ploypat Sarawong）

- 琪拉蒂·马哈乐沙空 饰演 妮查（Nicha Kormetha）

- 查亚鹏·普帕特  饰演 Win

- 楠迪·宗拉维蒙 饰演 布莎亚（Bussaya Sawetpattanakul）

- 阿卡那·凌米查 饰演 Nop

### 特邀主演
- 培查雅·朝哇里 饰演 Toei

## 外部连接
- One 31官方网站 （页面存档备份，存于）
- One HD官方网站 （页面存档备份，存于）
- 豆瓣电影上《爱越边界》的資料 （简体中文）